# Сарка (приток Большого Юга)
Сарка — река в России, течёт по территории Череповецкого района Вологодской области. Правый приток Большого Юга.
Длина реки составляет 22 км. Площадь водосборного бассейна — 153 км².
В верхнем и среднем течении течёт преимущественно в юго-восточном направлении, в нижнем — постепенно поворачивает на юго-запад. Устье реки находится в 55 км по правому берегу реки Большой Юг, между населёнными пунктами Архангельское и Поварово.
Возле Новинки в Сарку слева впадает Даравка. В среднем течении слева впадают Березовик и Бодье.
Около реки располагаются следующие населённым пункты: Архангельское, Поварово, Новая, Новинка.

## Данные водного реестра
По данным государственного водного реестра России относится к Верхневолжскому бассейновому округу, водохозяйственный участок реки — Рыбинское водохранилище до Рыбинского гидроузла и впадающие в него реки, без рек Молога, Суда и Шексна от истока до Шекснинского гидроузла, речной подбассейн реки — Реки бассейна Рыбинского водохранилища. Речной бассейн реки — (Верхняя) Волга до Куйбышевского водохранилища (без бассейна Оки).
Код объекта в государственном водном реестре — 08010200412110000009601.